# Congo-Brazzaville op de Olympische Zomerspelen 1972
Congo-Brazzaville nam deel aan de Olympische Zomerspelen 1972 in München, West-Duitsland. Het was de tweede deelname na het debuut in 1964. Alleen atleten werden afgevaardigd.

## Deelnemers en resultaten

### Atletiek
| Olympiër                                                                     | Discipline       | Resultaat | Prestatie                                           |
| ---------------------------------------------------------------------------- | ---------------- | --------- | --------------------------------------------------- |
| Alphonse Yangha                                                              | 100m (m)         | 70e       | serie 2: 7de in 10,95                               |
| Jean-Pierre Bassegela                                                        | 200m (m)         | 43e       | serie 3: 6de in 21,72                               |
| Theophile Nkounkou                                                           | 400m (m)         | 48e       | serie 2: 7de in 47,86                               |
| Alphonse Mandonda                                                            | 800m (m)         | 43e       | serie 1: 7de in 1.51,2                              |
| Antoine Ntsana Nkounkou Luis Nkanza Jean-Pierre Bassegela Theophile Nkounkou | 4x100m (m)       | 14e       | serie 4: 4de in 39,86 halve finale 2: 8ste in 39,97 |
| Noel Matouba                                                                 | discuswerpen (m) | DNS       | kwalificatie groep B: niet gestart                  |

Afghanistan · Albanië · Algerije · Amerikaanse Maagdeneilanden · Argentinië · Australië · Bahama's · Barbados · België · Bermuda · Birma · Bolivia · Bondsrepubliek Duitsland · Brazilië · Brits-Honduras · Bulgarije · Canada · Ceylon · Chili · Colombia · Congo-Brazzaville · Costa Rica · Cuba · Dahomey · Denemarken · Dominicaanse Republiek · Duitse Democratische Republiek · Ecuador · Egypte · El Salvador · Ethiopië · Fiji · Filipijnen · Finland · Frankrijk · Gabon · Ghana · Griekenland · Groot-Brittannië · Guatemala · Guyana · Haïti · Hongarije · Hongkong · Ierland · IJsland · India · Indonesië · Iran · Israël · Italië · Ivoorkust · Jamaica · Japan · Joegoslavië · Kameroen · Kenia · Khmerrepubliek · Koeweit · Lesotho · Libanon · Liberia · Liechtenstein · Luxemburg · Madagaskar · Malawi · Maleisië · Mali · Malta · Marokko · Mexico · Monaco · Mongolië · Nederland · Nederlandse Antillen · Nepal · Nicaragua · Nieuw-Zeeland · Niger · Nigeria · Noord-Korea · Noorwegen · Oeganda · Oostenrijk · Opper-Volta · Pakistan · Panama · Paraguay · Peru · Polen · Portugal · Puerto Rico · Roemenië · San Marino · Saoedi-Arabië · Senegal · Singapore · Soedan · Somalië · Sovjet-Unie · Spanje · Suriname · Swaziland · Syrië · Taiwan · Tanzania · Thailand · Togo · Trinidad en Tobago · Tsjaad · Tsjecho-Slowakije · Tunesië · Turkije · Uruguay · Venezuela · Verenigde Staten · Vietnam · Zambia · Zuid-Korea · Zweden · Zwitserland